# 赤い電車 (曲)
「赤い電車」（あかいでんしゃ）は、ロックバンド・くるりの16枚目のシングル。2005年9月22日発売。発売元はSPEEDSTAR RECORDS。くるりの6thアルバムである『NIKKI』に収録されている。

## 概要
3か月連続リリースの第2弾となるシングル。くるり初となる企業タイアップシングルでもある。鉄道ファンである岸田繁が敬愛している、京浜急行電鉄（当時の社長である小谷昌が岸田と同じく京都府出身）の依頼により制作された。岸田曰く「相手企業への愛が詰まった作品」。
シングル盤のジャケットにはかつて京急を代表する車両であった初代1000形のイラストが描かれている。
2005年11月18日には、京急から限定商品「赤い電車／パスネット・カード付CD」が発売され（詳細は後述）、同時に京急空港線羽田空港駅（現・羽田空港第1・第2ターミナル駅）の接近メロディとしても使用が開始された。また、2009年2月からは京急本線品川駅の接近メロディとしても使用されている。
2009年10月21日発売のトリビュート・アルバム『くるり鶏びゅ〜と』においてanonymassがカバーする。
2017年4月より、毎日放送（MBSテレビ)『ちちんぷいぷい』のコーナー「駅メロものがたり」のOPテーマ曲に使用されている。

## 音楽性
アコースティック・ギターと岸田のやさしいボーカル、4つ打ちのドラムの上に打ち込みが用いられた曲。歌詞も京急線を歌ったものとなっている。前奏・間奏には当時の2100形、新1000形のシーメンス製VVVFインバータ制御の独特な磁励音が取り入れられている。

### 『赤い電車』の別バージョン
『赤い電車』はバージョン違いが制作されている。
| バージョン         | 収録作品                                                   | 備考 |
| ------------------ | ---------------------------------------------------------- | --- |
| Ver.金沢文庫       | アルバム『ベスト オブ くるり -TOWER OF MUSIC LOVER-』      | ベストアルバム用に新録したバージョン。 |
| Ver.追憶の赤い電車 | シングル『コトコトことでん/赤い電車 (Ver.追憶の赤い電車)』 | ことでん1080形の就役60周年を記念して、京急1000形のラッピングを施した「追憶の赤い電車」の誕生を記念して制作された。 こちらはオリジナル版と比べて大幅なアレンジが施されている。 |

## プロモーション・ビデオ
プロモーション・ビデオ （PV） は運転席から撮影した京急線三崎口駅→品川駅間の倍速映像である。監督は岸田が自ら担当した。途中京急久里浜駅と横浜駅でフロントガラスを拭く人物が登場するが、これも岸田本人である。三崎口駅から京急川崎駅までは昼間に走行する一本の列車で撮影し、京急川崎駅から品川駅までは夜間に走行する列車にカメラを載せ替えている。岸田曰く「最もオタク度の高いビデオ」。カメラマンは女性である。
製作当時、六郷土手 - 平和島間は連続立体交差事業による高架化工事が進められており、PV内でも六郷土手駅、京急蒲田駅、大森町駅の各駅付近で工事中の時期の風景を見ることができる。その後、2010年に撮影された上り線が高架化、2012年に下り線を含む全体の工事が完了した。

## 収録曲
作詞・作曲は岸田繁
1. 赤い電車
2. 赤い電車 (Cubismo Grafico Remix)
3. 赤い電車 (Shin-ski Remix)
4. 赤い電車 (Instrumental)

## 赤い電車／パスネット・カード付CD
2005年11月18日には、京急から岸田デザインのパスネットがついた限定商品｢赤い電車／パスネット・カード付CD｣（発売額1,500円）が京急線内の泉岳寺駅・港町駅を除く駅売店で発売された。
通常版にあったリミックスの代わりに、発売同日から使用を開始した羽田空港駅の接近メロディとその未発表バージョンの2つを収録。規格品番も通常のものとは異なり、｢NCS-458｣となっている。

### 収録曲
作詞・作曲は岸田繁
1. 赤い電車
2. 赤い電車（カラオケ）
3. 京急羽田空港駅電車接近案内音〜赤い電車に乗っかって
4. 電車接近案内音未発表バージョン〜歌う電車

## 演奏
- 岸田繁：Vocal, Guitar, Programming
- 佐藤征史：Bass, Chorus
- 大村達身：Guitar